# Elecciones provinciales de Catamarca de 1928
Las elecciones generales de la provincia de Catamarca de 1928 tuvieron lugar el domingo 29 de abril del mencionado año con el objetivo de renovar la Gobernación para el período 1928-1932. Se realizaron tardíamente luego de que los comicios de noviembre del año anterior no fueran concluyentes, por lo que el gobernador Agustín Madueño finalizó su mandato sin un sucesor electo y Tomás Vergara, presidente provisional del Senado, lideró interinamente la provincia hasta las elecciones. Se renovaron al mismo tiempo 6 de las 12 bancas de la Cámara de Diputados provinciales.
En las elecciones presidenciales del mismo año, que habían tenido lugar poco menos de un mes atrás, Hipólito Yrigoyen, de la Unión Cívica Radical (UCR), oficialista tanto a nivel nacional como provincial, se había impuesto en Catamarca por un muy escaso margen de 51.03% contra el 48.97% de la oposición conservadora, por lo que se esperaba una dura batalla gubernativa. Sin embargo, la alianza entre los conservadores y los radicales opuestos a Yrigoyen rechazó participar en los comicios, y se abstuvieron, por lo que el radical yrigoyenista Urbano Girardi fue el único candidato activo. El Partido Socialista (PS), minoritario en la provincia, presentó listas de electores en los departamentos de Valle Viejo, Andalgalá, La Paz y San Fernando, y no presentó candidato alguno para la Cámara de Diputados, donde todos los candidatos fueron radicales.
Con este contexto, Girardi se impuso casi unánimemente con el 97.51% de los votos, contra el 2.49% que obtuvieron las listas socialistas sin fórmula gubernativa (275 votos exactos, casi 1.000 votos menos que el voto en blanco). El radicalismo yrigoyenista, por lógica, triunfó en todos los departamentos, excepto en Ambato, donde el 52.00% de los electores votó en blanco, aunque esto no evitó que Fanor Galíndez fuera elegido diputado por dicho distrito con el 48.00% restante. La participación fue muy baja, de solo el 53.96% del electorado registrado. Girardi asumió la gobernación el 8 de julio, con mandato hasta el 1 de enero de 1932. Sin embargo, no logró completar su mandato constitucional, ya que fue depuesto el 6 de septiembre de 1930, al producirse un golpe de Estado a nivel nacional, que condujo a la intervención de las doce provincias que gobernaba el radicalismo yrigoyenista.

## Resultados

### Gobernador y Vicegobernador
|  | 97.51 % |

|  | 2.49 % |

|  | 89.73 % |

|  | 10.27 % |

|  | 100.00 % |

|  | 53.96 % |

### Cámara de Diputados
|  | 84.11 % |

|  | 15.89 % |